# ياسمين أحمد
ياسمين أحمد (بالإنجليزية: Yasmin Ahmad) (و. 1958 – 2009 م) هي كاتبة سيناريو، ومخرجة أفلام، ومنتجة أفلام ماليزية، توفيت في بيتالينغ جايا، عن عمر يناهز 51 عاماً، بسبب سكتة.

## وصلات خارجية
- ياسمين أحمد على موقع IMDb (الإنجليزية)
- ياسمين أحمد على موقع ألو سيني (الفرنسية)
- ياسمين أحمد على موقع ميوزك برينز (الإنجليزية)
- ياسمين أحمد على موقع أول موفي (الإنجليزية)
- ياسمين أحمد على موقع قاعدة بيانات الفيلم (الإنجليزية)
- ياسمين أحمد على موقع كينوبويسك (الروسية)